# 강화 전등사 강설당 아미타불탱
강화 전등사 강설당 아미타불탱(江華 傳燈寺 講說堂 阿彌陀佛幀)은 인천광역시 강화군 길상면 전등사에 있는 일제강점기의 불화이다. 2002년 12월 23일 인천광역시의 문화재자료 제22호로 지정되었다.

## 개요
전등사 강설당에 보존되어 있는 아미타불탱인데, 탱화란 천이나 종이에 그림을 그려 액자나 족자 형태로 만들어지는 불화를 말한다.
1918년에 제작된 그림으로 많은 존상들이 정연하게 늘어서 있어 안정감을 주고 있으며 각 인물들의 얼굴과 자세, 의습선 등에서 정치(精緻)한 필력(筆力)을 엿볼 수 있다. 색 배합은 밝은 홍색과 녹색, 황색 위주이고 간간이 백색과 청색을 섞어 썼다.

## 같이 보기
- 전등사

## 참고 자료
- 전등사 강설당 아미타불탱 - 국가유산청 국가유산포털